# Nils Hansen (Politiker)
Nils Olaf Hansen (* 20. März 1988 in Hamburg als Nils Springborn) ist ein deutscher Politiker der Sozialdemokratischen Partei Deutschlands (SPD).

## Leben
Hansen wuchs im Bezirk Bergedorf auf und erlangte 2008 am Gymnasium Allermöhe sein Abitur. Anschließend studierte Hansen von 2008 bis 2014 an der Universität Hamburg die Fächer Deutsch und Sozialwissenschaften auf Lehramt und absolvierte in der Folge von 2014 bis 2016 sein Referendariat an der Stadtteilschule Horn, an der er bis heute als Lehrer tätig ist.
Politisch begann er sich 2008 in der SPD Bergedorf und insbesondere bei den Jusos Bergedorf zu engagieren, deren Vorsitz er von 2010 bis 2013 innehatte. Bei den Bezirksversammlungswahlen 2011 gelang ihm der Einzug in die Bezirksversammlung Bergedorf, in der er sich vorrangig als verkehrspolitischer Sprecher einen Namen machte. 2019 wurde er zum stellvertretenden Fraktionsvorsitzenden gewählt. 
Ihm gelang am 23. Februar 2020 bei der Bürgerschaftswahl in Hamburg 2020 der Einzug als Abgeordneter in die Hamburgische Bürgerschaft durch ein Direktmandat im Wahlkreis Bergedorf. Hier wurde er in den Fraktionsvorstand gewählt und ist seit 2021 schulpolitischer Sprecher seiner Fraktion. 
Hansen ist verheiratet und hat drei Kinder. Er wohnt im Stadtteil Neuallermöhe.